# Canada Bay (Canada)
Canada Bay is een baai van zo'n 33 km² in de Canadese provincie Newfoundland en Labrador. De baai ligt in het uiterste noorden van het eiland Newfoundland.

## Geografie
Canada Bay ligt aan de oostkust van het Great Northern Peninsula, in het uiterste noorden van Newfoundland. De baai heeft twee lange, smalle zeearmen die in noordelijke richting verder landinwaarts gaan. Het betreft de 16,5 km lange Chimney Bay en de 9 km lange Bide Arm. 
Nabij de samenkomst met Bide Arm liggen de twee enige eilanden van de baai: Englee Island en het veel kleinere Barr'd Island. Englee Island wordt op het smalste punt door slechts 10 meter aan water van het "vasteland" gescheiden – op dat punt is overigens een brug gebouwd. De dorpskern van Englee is voor een gedeelte op het eiland gevestigd. 

### Plaatsen
De gemeente Englee, die op de samenkomst van Canada Bay en Bide Arm gevestigd is, is de enige bewoonde plaats aan de baai. Aan de zuidkust van de baai ligt nog Canada Harbour, een spookdorp waarvan de inwoners zich eind jaren 1960 hervestigden.